# Віссембур (кантон)
Вісембу́р (фр. Wissembourg) — кантон у Франції, в департаменті Нижній Рейн регіону Ельзас.

## Склад кантону
Кантон включає в себе 13 муніципалітетів:
| Муніципалітет         | Площа | Населення, осіб | Рік  |
| --------------------- | ----- | --------------- | ---- |
| Вінген                | 16,79 | 470             | 1999 |
| Віссембур             | 48,18 | 8258            | 2006 |
| Клеебур               | 10,59 | 636             | 1999 |
| Клембак               | 7,15  | 516             | 1999 |
| Ламбак                | 48,89 | 1689            | 1999 |
| Нідерстенбак          | 8,30  | 155             | 1999 |
| Обероффен-ле-Вісембур | 3,03  | 279             | 1999 |
| Оберстенбак           | 9,18  | 184             | 1999 |
| Ридсельц              | 10,02 | 1061            | 1999 |
| Ротт                  | 3,24  | 414             | 1999 |
| Шлеталь               | 9,12  | 1438            | 2006 |
| Сеебак                | 17,11 | 1672            | 1999 |
| Стенсельц             | 5,47  | 615             | 1999 |

## Консули кантону
| Період    | Консул          | Посада                      |
| --------- | --------------- | --------------------------- |
| 1985—2011 | Pierre Bertrand | Мер муніципалітету Вісембур |

| Франція | Це незавершена стаття з географії Франції. Ви можете допомогти проєкту, виправивши або дописавши її. |